# Раздольное (Новосибирская область)
Раздольное — село в Новосибирском районе Новосибирской области России. Административный центр Раздольненского сельсовета.

## География
Площадь села — 276 гектаров.

## Население
| 2002 | 2007  | 2010  | 2021  |
| ---- | ----- | ----- | ----- |
| 2752 | ↗3107 | ↗4861 | ↘4220 |

## Известные жители
В селе Раздольное жила до своей кончины Мария Петровна Зайцева (1915—1989), советский передовик производства в сельском хозяйстве, Герой Социалистического Труда (1966).

## Инфраструктура
В селе по данным на 2007 год функционирует 1 учреждение здравоохранения и 4 учреждения образования.